# جان میچل
جان میچل (به انگلیسی: John Michell) (زاده ۲۵ دسامبر ۱۷۲۴ – درگذشته ۲۹ آوریل ۱۷۹۳) فیلسوف طبیعی و زمین‌شناس انگلیسی بود که آثارش درطیف وسیعی از دانش‌ها از جمله ستاره‌شناسی، زمین‌شناسی، نورشناسی و گرانش گسترده است. او هم یک نظریه‌پرداز و هم یک آزمایشگر تجربی بود.
او در کوئینز کالج دانشگاه کمبریج دانش آموخت و بعدها در جرگه اساتید این دانشکده در آمد. او کارشناسی ارشد علوم انسانی خود را در سال ۱۷۵۲ و کارشناسی الهیات را در سال ۱۷۶۱ کسب نمود. وی در سال ۱۷۶۰، همزمان با هنری کاوندیش به عضویت انجمن سلطنتی برگزیده شد.
او با عنوان اینکه «زمین‌لرزه و امواج انرژی ناشی از آن به خاطر حرکت لایه‌های سنگی، کیلومترها زیر زمین است.» نخستین کسی شد که علت بروز زمین‌لرزه را توضیح داد. به همین دلیل او را از پدران دانش لرزه‌شناسی می‌دانند.